# Fábricas en calle Sant Joan 43 y 45 de Alcoy
Las fábricas en calle Sant Joan números 43 y 45, situadas en Alcoy (Alicante), España, son dos edificios industriales de estilo modernista valenciano construidos en el año 1915, que fueron proyectados por el arquitecto Timoteo Briet Montaud.

## Descripción
Ambas fábricas son obra del arquitecto contestano Timoteo Briet Montaud en 1915.
La fábrica del número 43 albergaba un taller de litografía. Destaca el orden vertical en las alturas. Tal y cómo ejecutó el mismo arquitecto la fachada de la Subestación de Hidroeléctrica de Alcoy, los huecos están unidos por un arco. La decoración contiene algún detalle de ornamentación de tipo geométrico de influencia Sezession. El edificio se amplió en el año 1920.
La fábrica ubicada en el número 45 fue construida también por Timoteo Briet e ideada para albergar un almacén en el año 1915. El edificio consta de planta baja y tres alturas. En la fachada destacan en la segunda altura sus ventanales divididos en cinco huecos y en la tercera altura igualmente sus ventanales en hueco tripartito. Es reseñable la decoración de la puerta principal trabajada en hierro. El edificio se amplió en el año 1921.